# Ulica gen. Augusta Emila Fieldorfa „Nila” w Warszawie
Ulica gen. Augusta Emila Fieldorfa „Nila” – ulica w dzielnicy Pradze-Południe w Warszawie.

## Opis
Ulica została wytyczona w drugiej połowie lat 70. XX wieku razem z pozostałymi ulicami na Gocławiu, w związku z likwidacją lotniska Gocław i budową osiedla mieszkaniowego. W październiku 1976 nadano jej imię Bolesława Bieruta.
Obecna nazwa ulicy upamiętnia generała Emila „Nila” Fieldorfa, dowódcy Kedywu Armii Krajowej, zastępcy Komendanta Głównego AK, dowódcy organizacji NIE. Została nadana 29 czerwca 1989.
Ulica jest częścią ciągu: ul. gen. Emila Fieldorfa „Nila” – ul. Zamieniecka – ul. Chłopickiego. Jako jedna z głównych ulic Gocławia stanowi ważną arterię dla komunikacji miejskiej. Stanowi drogę powiatową nr 5323W, a jej długość wynosi 1,75 km. 
Przy ulicy znajduje się centrum handlowe Gocław.